# Neospirorchis schistosomatoides
Neospirorchis schistosomatoides är en plattmaskart. Neospirorchis schistosomatoides ingår i släktet Neospirorchis och familjen Spirorchiidae. Inga underarter finns listade i Catalogue of Life.